# Padang Mandailing Garugur
Padang Mandailing Garugur is een bestuurslaag in het regentschap Tapanuli Selatan van de provincie Noord-Sumatra, Indonesië. Padang Mandailing Garugur telt 602 inwoners (volkstelling 2010).